# Timmermans Kriek
Timmermans Kriek is een verzamelnaam voor een aantal Belgische kriek-bieren. De bieren worden gebrouwen door Brouwerij Timmermans (sinds 1993 eigendom van brouwerij John Martin) te Itterbeek.

## Achtergrond
Brouwerij Timmermans brouwt reeds meer dan 300 jaar lambiek. Echte lambiek wordt slechts gebrouwen in een cirkel van 15 km rond Brussel. De brouwerij is een van de tien leden van de Hoge raad voor ambachtelijke lambikbieren (Hora).
Verschillende vormen van kriekenbier zijn door het Vlaams Centrum voor Agro- en Visserijmarketing (VLAM) erkend als streekproduct. Alle kriekbieren van Brouwerij Timmermans vallen onder een door de Europese Unie beschermd label of Gegarandeerde traditionele specialiteit (GTS).

## Bieren
- Timmermans Oude Kriek is een kriekenlambiek met een alcoholpercentage van 5,5%. Oude Kriek wordt bekomen door een menging van 3/4 oude lambiek met 1/4 jonge lambiek. Daarbij worden Schaarbeekse krieken gevoegd. Timmermans Oude Kriek kan 12 jaar bewaard worden.[8] Het bier werd gelanceerd in 2010 en is enkel verkrijgbaar in een gelimiteerd aantal flessen van 75cl.[9][10]
- Timmermans Kriek Retro is een kriek met een alcoholpercentage van 5%.
- Timmermans Kriek Lambicus (oorspronkelijk Timmermans Kriek Lambic) is een kriek met een alcoholpercentage van 4%.
- Timmermans Warme Kriek is een kriek met een alcoholpercentage van 4%. Aan de mengeling van lambiek met krieken is kaneel toegevoegd. Het bier wordt warm gedronken en is bedoeld voor de kerstperiode als een “glühkriek”.[11] Timmermans Warme Kriek werd gelanceerd in 2008.[12]